# Pseudasphondylia matatabi
Pseudasphondylia matatabi är en tvåvingeart som först beskrevs av Yuasa och Kumazawa 1938.  Pseudasphondylia matatabi ingår i släktet Pseudasphondylia och familjen gallmyggor. Inga underarter finns listade i Catalogue of Life.